# International Superstar Soccer Pro Evolution
International Superstar Soccer Pro Evolution (spesso abbreviato in ISS Pro Evolution e conosciuto in Giappone come Winning Eleven 4) è un videogioco calcistico sviluppato e prodotto da Konami per PlayStation e pubblicato sempre da Konami nel settembre 1999 in Giappone e a Marzo 2000 in Italia.

## Modalità di gioco
- Esibizione: partita tra due squadre nazionali;
- All Star Match: i migliori calciatori d'Europa contro i migliori calciatori del Resto del Mondo;
- Sfida ai Rigori: partita ai rigori tra due squadre nazionali;
- Esibizione Master: caricando i dati del Campionato Master, due squadre di club si sfidano;
- Modalità Serie: campionato a girone unico di 16 squadre nazionali;
- Coppa Internazionale: 32 squadre si dividono in 8 gironi A-H; le prime due passano alla fase a eliminazione diretta;
- Coppa Konami: da 3 a 16 squadre si sfidano in un girone unico o in un torneo a eliminazione diretta;
- Coppa Europa: 16 squadre nazionali europee si sfidano in un torneo a eliminazione diretta;
- Coppa Africana: le 6 squadre africane (Marocco, Tunisia, Egitto, Nigeria, Camerun, Sudafrica) si sfidano in un torneo a eliminazione diretta;
- Coppa America: le 10 squadre americane (USA, Messico, Giamaica, Colombia, Brasile, Perù, Cile, Paraguay, Uruguay, Argentina) si sfidano in un torneo a eliminazione diretta;
- Coppa Asiatica: le 6 squadre asiatiche (Giappone, Corea del sud, Cina, Iran, E.A.U., Arabia Saudita) e la squadra dell'Oceania (Australia) si sfidano in un torneo a eliminazione diretta;
- Master League: campionato a girone unico delle 16 squadre di club;
- Allenamento.

## Squadre presenti

### Nazionali
ISS Pro Evolution contiene 53 nazionali di calcio.
- Irlanda
- Irlanda del Nord
- Scozia
- Galles
- Inghilterra
- Portogallo
- Spagna
- Francia
- Belgio
- Olanda
- Svizzera
- Italia

- Repubblica Ceca
- Germania
- Danimarca
- Norvegia
- Svezia
- Finlandia
- Polonia
- Slovacchia
- Austria
- Ungheria
- Croazia
- Jugoslavia

- Romania
- Bulgaria
- Grecia
- Turchia
- Ucraina
- Russia
- Marocco
- Tunisia
- Egitto
- Nigeria
- Camerun
- Sud Africa

- Stati Uniti
- Messico
- Giamaica
- Colombia
- Brasile
- Perù
- Cile
- Paraguay
- Uruguay
- Argentina
- Giappone
- Corea del Sud

- Cina
- Iran
- Emirati Arabi Uniti
- Arabia Saudita
- Australia

### Club
Nel videogioco sono presenti 16 squadre di club senza licenza.
- Manchester (Manchester United)
- London (Arsenal)
- Chelsea (Chelsea)
- Liverpool (Liverpool)
- Monaco (Monaco)
- Marseille (Olympique de Marseille)
- Dortmund (Borussia Dortmund)
- Munchen (Bayern Monaco)

- Barcelona (Barcellona)
- Madrid (Real Madrid)
- International (Inter)
- Torino (Juventus)
- Milano (Milan)
- Roma (Lazio)
- Parma (Parma)
- Amsterdam (Ajax)

## Stadi
Sono presenti 10 diversi stadi senza licenza.
| Nazione     | Nome fittizio          | Nome reale                           | Città             |
| ----------- | ---------------------- | ------------------------------------ | ----------------- |
| Francia     | Stade du disque volant | Stade de France                      | Saint-Denis       |
| Germania    | Olympia Stadion        | Stadio Olimpico di Berlino           | Berlino           |
| Inghilterra | Apex Twin              | Wembley Stadium                      | Londra            |
| Italia      | San Siro di Lombardia  | Stadio Giuseppe Meazza               | Milano            |
| Germania    | Bayern Stadion         | Stadio Olimpico di Monaco di Baviera | Monaco di Baviera |
| Paesi Bassi | Postbus Arena          | Amsterdam Arena                      | Amsterdam         |
| Francia     | Parc des General       | Parco dei Principi                   | Parigi            |
| Cile        | Plaza de Santiago      | Estadio Nacional                     | Santiago          |
| Malaysia    | Pacific Stadium        | Shah Alam Stadium                    | Shah Alam         |
| Inghilterra | Trad Brick             | Old Trafford                         | Manchester        |

| Club House | Campo Allenamento |